# Magnum Oude Geuze 3 Fonteinen
Magnum Oude Geuze 3 Fonteinen is een Belgisch bier.
Het bier wordt gebrouwen in Geuzestekerij 3 Fonteinen te Beersel.
Magnum Oude Geuze 3 Fonteinen is een oude geuze met een alcoholpercentage van 7%. Het is een volledig natuurlijk bier, een menging van jonge en oude lambiek (samengesteld uit 1-, 2- en 3-jarige lambiek), gerijpt op eiken vaten. Na hergisting in de fles bekomt men in eerste instantie Oude Geuze 3 Fonteinen. In april 2004 werden een aantal grote flessen Oude Geuze gebotteld en bewaard. Deze worden nu verkocht als Magnum Oude Geuze en zijn een specifieke variant van de Vintage Geuze 3 Fonteinen.
“Oude geuze” is door het Vlaams Centrum voor Agro- en Visserijmarketing (VLAM) erkend als streekproduct. Bovendien is het een door de Europese Unie beschermd label of Gegarandeerde traditionele specialiteit (GTS).